# Geo Da Silva
GeoDaSilva (născut Gheorghe Constantin Cristinel la 12 iunie 1976) este un DJ, MC și vocalist român de muzică house.

## Discografie

### Single-uri
| An   | Single                     | Poziție de vârf |
| An   | Single                     | NED             |
| ---- | -------------------------- | --------------- |
| 2008 | "I'll Do You Like a Truck" | 37              |
| 2013 | "Booma Yee"                | 1 (ES)          |
| 2014 | "Awela Hey"                | 1 (ES)          |
| 2015 | "Na Ru Ney"                | 1 (ES)          |
| 2015 | "Morena"                   | 1 (ES)          |
| 2015 | "Bailando Conga"           | -               |